# جری فودر
جری الن فودر (به انگلیسی: Jerry Alan Fodor) (زادهٔ ۲۲ آوریل ۱۹۳۵ - درگذشتهٔ ۲۹ نوامبر ۲۰۱۷) فیلسوف و دانشمند علوم شناختی آمریکایی بود.
- علایق عمدهٔ او عبارت‌اند از فلسفه ذهن، فلسفه زبان و علم شناختی.
- نظریات معروف او عبارت‌اند از: واحدی بودن یا پیمانی‌ای‌بودگی ذهن، و زبان تفکر. وی از هیلری پاتنم، جرومه برونر، فرانتس یوزف گال، و نوام چامسکی تأثیر پذیرفته‌است.

فودر در فلسفه ذهن طرفدار نظریه کارکردگرایی است: ذهن و فرایندهای ذهنی به نظر او محاسباتی بر روی بازنمودهایی هستند که زبان تفکر را تشکیل می‌دهند. بخش‌های مهم ذهن به نظر فودر مانند فرایندهای حسی و زبانی بر حسب واحدها یا اندامها ساختاربندی می‌شوند. این واحدها بر اساس نقشهای علی خود تعریف می‌شوند. این واحدها نسبتاً از یکدیگر و از بخش پردازش مرکزی ذهن مستقل هستند. بخش پردازش مرکزی بیشتر ماجولی است و خصیصه «دامنه محدود» ندارد. ویژگیهای این واحدها امکان روابط علی با اشیای خارجی را امکان می‌دهد.
فودر در سالهای اخیر کار خود را عمدتاً معطوف به فلسفه زبان کرده‌است زیرا با مشکل معنا و دلالت محتواهای ذهنی روبرو شد. او در این زمینه نظریه علّی نامتقارن از دلالت را بسط داد و علیه کل گرایی معنای استدلالهای بسیاری ارائه کرد.
فودر شدیداً با تحویل قلمرو ذهن به قلمرو فیزیک مخالف است. استدلال او این است که حالات ذهن دارای تحقق پذیری چندگانه اند.